# Erbe
Erbe ist diejenige Person, auf die mit dem Tode einer anderen Person (Erbfall) deren Vermögen (Erbschaft) übergeht. Erbe zu werden, setzt Erbfähigkeit voraus.
Wird der Erblasser nur von einer Person beerbt, ist sie alleiniger Rechtsnachfolger des Erblassers, auch Allein-, Gesamt- oder Universalerbe. Bei mehreren Erben wird der Nachlass gemeinschaftliches Vermögen der Erben. Die Miterben sind eine Erbengemeinschaft. 
Testamentarisch kann ein Nacherbe in der Weise eingesetzt werden, dass dieser erst Erbe wird, nachdem zunächst ein anderer Erbe geworden ist. Ein Ersatzerbe ist ein für den Fall eingesetzter Erbe, dass ein Erbe vor oder nach dem Eintritt des Erbfalls wegfällt.
Hinterlässt der Erblasser keine Verfügung von Todes wegen, gilt die gesetzliche Erbfolge.
Während im deutschen Erbrecht und in der Schweiz der Erbe seine Rechtsstellung unmittelbar kraft Gesetzes erlangt (§ 1922 BGB), ist in Österreich dazu ein Verlassenschaftsverfahren erforderlich. Erbe wird man erst mit einem besonderen Hoheitsakt nach Abschluss dieses Verfahrens, der Einantwortung. 
Für grenzüberschreitende Erbsachen gilt in den Mitgliedstaaten der Europäischen Union die EU-Erbrechtsverordnung.
Als Grunderbe (eindeutiger: Grunderbschaft) wird dagegen die sozialpolitische Forderung bezeichnet, allen Angehörigen eines Rechtsraums einen festgelegten Betrag zukommen zu lassen, der den Anstoß zu einer selbstständigen Lebensführung geben soll. Darunterfallende Vorschläge sehen in der Regel ein Mindestalter zur Inanspruchnahme sowie eine Finanzierung über Teile der Erbschaftssteuer vor.